# Моминай
Момина́й (каз. Момынай) — село у складі Толебійського району Туркестанської області Казахстану. Входить до складу Аккумського сільського округу.
Населення — 1758 осіб (2021; 1495 у 2009, 1374 у 1999, 1205 у 1989).